# (92578) Benecchi
(92578) Benecchi est un astéroïde de la ceinture principale.

## Description
(92578) Benecchi est un astéroïde de la ceinture principale. Il fut découvert le 30 juillet 2000 à Cerro Tololo par Susan D. Kern. Il présente une orbite caractérisée par un demi-grand axe de 2,40 UA, une excentricité de 0,21 et une inclinaison de 2,5° par rapport à l'écliptique.

## Compléments